# غلين مكارثي
غلين مكارثي (بالإنجليزية: Glenn McCarthy) هو صحفي أمريكي، ولد في 25 ديسمبر 1907 في بومونت في الولايات المتحدة، وتوفي في 26 ديسمبر 1988 في هيوستن في الولايات المتحدة.